# Eschscholzia palmeri
Eschscholzia palmeri лат.  — вид травянистых растений рода Эшшольция (Eschscholzia) семейства Маковые (Papaveraceae).

## Таксономия
Некоторые источники относят Eschscholzia palmeri к синонимам Eschscholzia ramosa.

## Ареал и местообитание
Eschscholzia palmeri встречается на острове Гуадалупе в мексиканском штате Нижняя Калифорния. Это один из трёх видов Эшшольции (вместе с Eschscholzia ramosa и Eschscholzia elegans), эндемичных для Гуадалупе.

## Описание
Многолетнее низкорастущее растение с узким стержневым корнем, листья сегментированные, цветок — с жёлтыми лепестками.